# Knucker
Der Knucker ist ein schlangenartiger Wasserdrache aus Sagen in der südenglischen Grafschaft  Sussex. Der Name entstammt dem Altenglischen nicor, das „Wasserdämon“ bedeutet und in Beowulf einen Drachen bezeichnet oder sich im Deutschen in Nixe und Nöck findet.

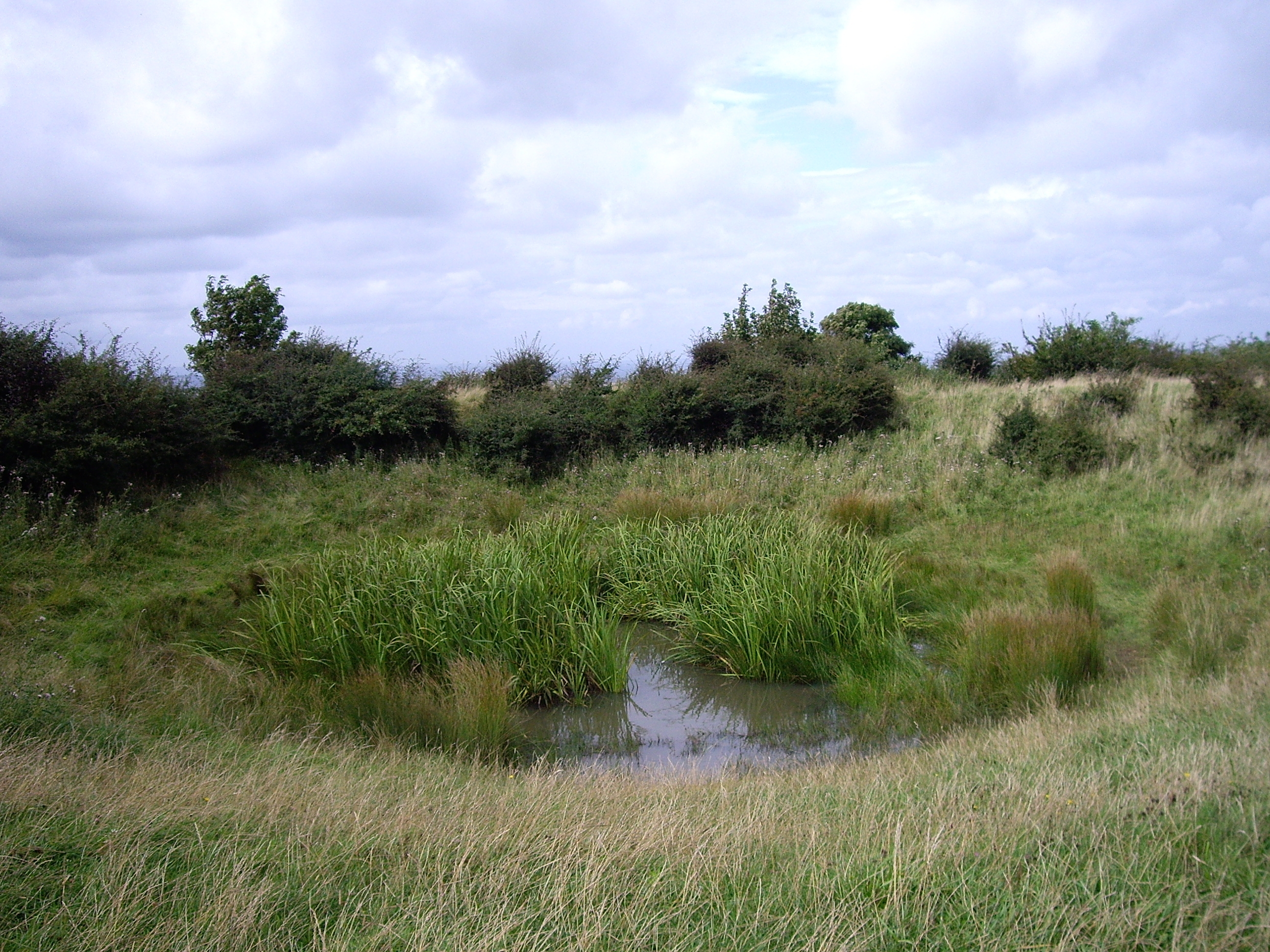
Ein Knuckerhole nahe Ashburnham

Er lebt in sogenannten Knuckerholes, die örtliche Bezeichnung für Quellteiche die in flachem Land vorkommen. Sie haben oft an die sechs Meter im Durchmesser und sind der Legende nach endlos tief. Dies ist einer geologische Besonderheit einer Region südlich des Höhenzugs der South Downs im Süden Englands geschuldet, vor allem um die Ortschaften Lyminster, Lancing, Shoreham-by-Sea und Worthing in Sussex. Der Kalkstein in dieser Gegend ist von Dolinen durchsetzt, durch die das Grundwasser an die Oberfläche tritt.
Das Wasser in diesen kleinen Teichen ist von konstanter Temperatur, im Sommer kalt und im Winter nicht überfrierend, zudem schwankt der Wasserspiegel kaum. Bei frostigen Lufttemperaturen bildet sich dünner Nebel über dem Wasser, was zur Legendenbildung um die Knucker beigetragen hat. Die meisten dieser Teiche wurden im Laufe der Zeit trockengelegt, zumindest bei Lyminster existiert noch ein solches Knuckerhole.
Der Knucker gilt als boshafter und angriffslustiger Drache, der das Vieh und sogar Einwohner der umliegenden Dörfer frisst. In den örtlichen Erzählungen geht es darum, wie er besiegt wird:
- In der bekanntesten Version verspricht der König von Sussex die Hand seiner Tochter demjenigen, der den Knucker tötet. Daraufhin erlegt ein umherstreifender Ritter den Drachen und heiratet die Prinzessin. Danach lässt er sich in Lyminster nieder, wo heute noch ein Grabstein namens Slayer’s Slab („Stein des Drachenschlächters“) von ihm zeugen soll.
- Eine andere Version handelt von dem klugen Bauernjungen Jim Pulk bzw. Jim Puttock aus dem Dorf Wick in West Sussex. Dieser backt einen großen vergifteten Kuchen, schafft ihn mit einem Pferdewagen zum Knuckerhole und legt ihn für den Drachen bereit. Der Knucker kommt heraus, frisst den Kuchen samt Pferd und Wagen und stirbt. Daraufhin kommt der Junge wieder und schlägt dem toten Drachen den Kopf ab. In einer Variante dieser Geschichte stirbt Jim Pulk ebenfalls kurz darauf, weil er sich nach dem Kuchenbacken nicht die Hände gewaschen hat, und der Slayer’s Slab in Lyminster sei ihm zu Ehren gesetzt worden.
- Eine dritte Version ersetzt den vergifteten Kuchen durch einen englischen Pudding, ein schwer verdauliches und zähes Gebäck. Der Knucker bekommt nach dem Verzehr starke Bauchschmerzen und verlangt nach einer Medizin. Jim behauptet, er habe eine solche hinter seinem Rücken; als der Knucker seinen Hals hervorstreckt, schlägt Jim ihm den Kopf mit dem Schwert ab, das er hinter dem Rücken versteckt hatte.